# Liao od Wua
Kralj Liao od Wua (kineski: 吳王僚) (? – 515. prije Krista) bio je drevni kralj države Wu u staroj Kini. Znan je i kao Zhouyu.
Bio je sin ili unuk kralja Shoumenga (寿梦; umro 561. prije Krista).
Bio je brat Zhufana (诸樊). Zhufan je bio otac princa Guanga, koji je naslijedio Liaoa kao Helü. Liao je bio otac krunskog princa Zhufana i princa Qingjija (慶忌).
Po naredbi Guanga, Zhuan Zhu je ubio Liaoa.